# 笹木綾子
笹木 綾子（ささき あやこ、1961年5月1日 - ）は、日本の女優、声優、ナレーター、ダンスインストラクター。青二プロダクション所属。金光郁子&バレエキャラバン所属。大阪府吹田市出身。
声優としての代表作は恋愛シミュレーションゲーム『ときめきメモリアル』（清川望）。
現在ではジャズダンスのインストラクターとしても活動しており、日本ジャズダンス芸術協会常任理事でもある。選手として日本ジャズダンス芸術協会の全国コンクールでのグランプリ受賞経験もある。

## 経歴
高崎市立女子高等学校（現：高崎市立高崎経済大学附属高等学校）卒業。本人によれば、元々宝塚歌劇団を目指して、芸能活動の道に進んだという。以前は野沢那智が率いていた劇団薔薇座に所属していた。劇団薔薇座に野沢の招きで客演したダンサー・杉本亜利砂の誘いで、薔薇座の解散後、金光郁子舞踊学園に加入。瞬く間に頭角を現して金光が「うちの幹部」と呼ぶ中心ダンサーとなった。先述の通り、日本ジャズダンス芸術協会の常任理事でもある。
近年は、バレエインストラクターとしての活動が多いが、ナレーションやスクウェアエニックスの『半熟英雄』でメインキャラを務めるなど声優としての活動も続けている。その声優としての活動からか、金光郁子&バレエキャラバンのステージでは、アナウンスを担当する事も多い。幕が上がった直後から自分が出演しなければならないにもかかわらず、録音ではなく生でアナウンスを担当した時などは、アナウンス終了後急いで舞台に上がった事もあるという。

## 人物
音域はF - F - F。方言は北海道弁。
『ときめきメモリアル』では「清川望」を演じているが、書籍『ときめきメモリアル・スーパーコレクション』でのインタビューでは、実際やりたかった役は「古式ゆかり」と記載している。
2024年5月18日、19日に開催された｢ときめきメモリアル 30th ANNIVERSARY LIVE エモーショナル presented by TOKYO MX｣では出演者でありながら自身を含む共演者の振り付けを担当した。
趣味は手芸、読書。
宝塚を目指したことから、タップダンス・ジャズダンスを特技とし、バレエなどの経験もある。また『ときめきメモリアル』関連のCDや『半熟英雄』で歌を歌っているが、明らかにミュージカル出身者の歌唱法である。

## 出演
太字はメインキャラクター。

### テレビアニメ
1984年
- ルパン三世 PARTIII

1990年
- キテレツ大百科（女B）

1991年
- 緊急発進セイバーキッズ（アンナ）

### OVA
- ときめきメモリアル（1999年、清川望）

### ゲーム
- ときめきメモリアルシリーズ（清川望）
- ドラゴンスレイヤー英雄伝説II [PCエンジン]（アトラス）
- バウンサー（エキドナ）
- 半熟英雄対3D（カトリ イネ）
- 半熟英雄4 〜7人の半熟英雄〜（カトリ イネ）
- ルイン 神の遺産（スーリア）

### 吹き替え
- アカプルコヒート（キャット〈アリソン・アーミテージ〉）

### ラジオ
- 文化放送『ハッピーフレンズ』（トピッカー）

### CD
- 英雄伝説 空の軌跡 ドラマCD（アリシア女王）
  - 〜ウロボロス・レポート〜
  - オリビエ物語 〜未完成の叙事詩〜
- CDドラマ ときめきメモリアルシリーズ（清川望）
- 月刊ときめきメモリアル（清川望）

### 実写・舞台
- 踊れ!艦隊のレディたち（ミュージカル）
- キング・オブ・ハーツ (ミュージカル）
- スウィートチャリティ（ミュージカル）
- 桜蘭（民音ミュージカル）
- ミュージカル 飛べ!京浜ドラキュラ（1982年12月/シアター・アプル、81プロデュース 提携公演）